# Мія Блажевська Емінова
Мія Блажевська Емінова (4 серпня 2005) — північномакедонська плавчиня.
Учасниця Олімпійських Ігор 2020 року, де в попередніх запливах на дистанції 100 метрів вільним стилем посіла 40-ве місце і не потрапила до півфіналів.